# Segmento B

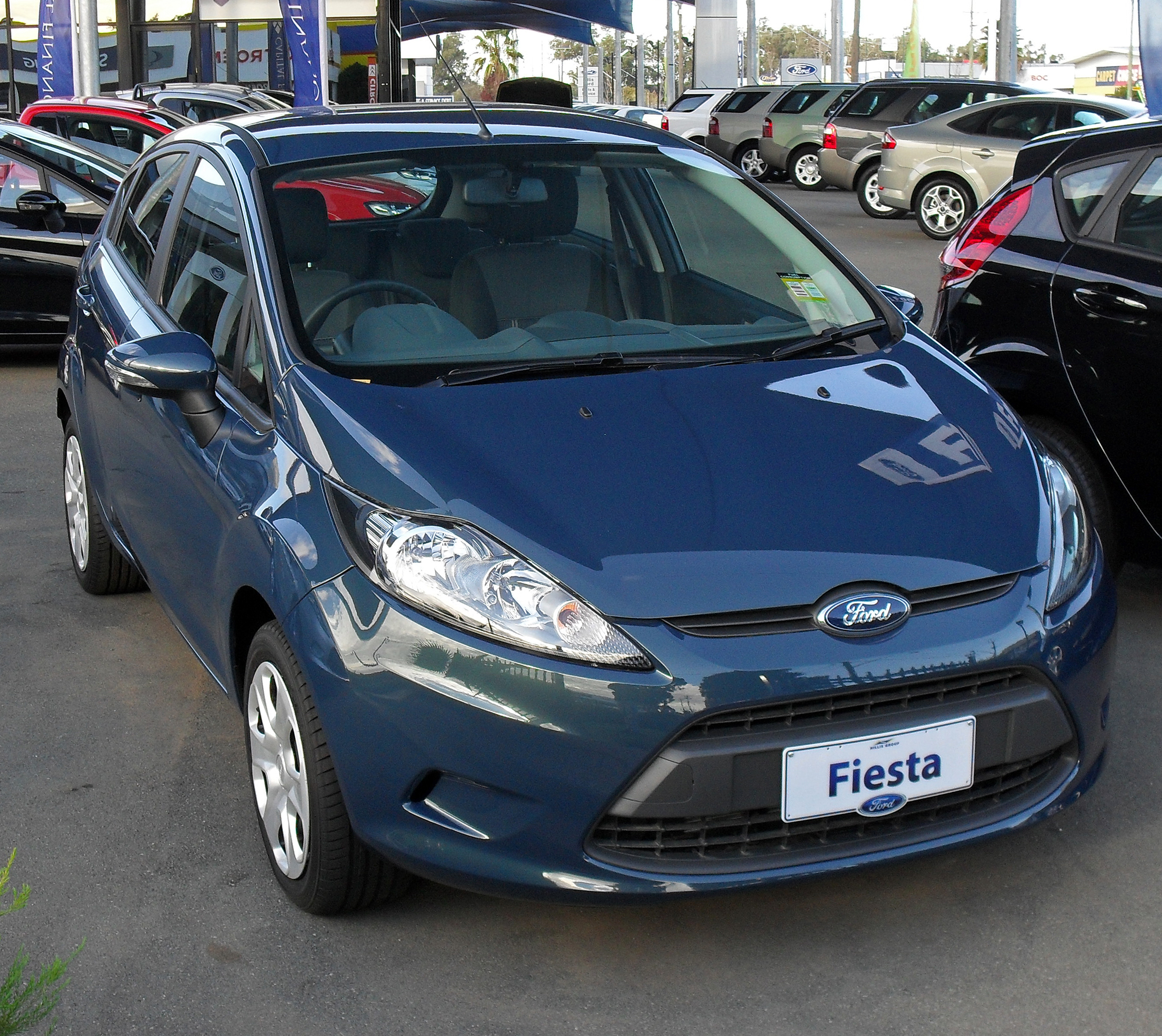
La Ford Fiesta, storica autovettura americana di segmento B

Il segmento B è la seconda categoria dei segmenti europei per le autovetture, descritta dalla Commissione europea anche come "small cars". È equivalente alla categoria subcompact negli Stati Uniti e alla categoria supermini in Gran Bretagna (da non confondersi con la classe "supermini" di Euro NCAP, che comprende anche le auto più piccole del segmento A).

## Definizione
I segmenti europei non sono basati su criteri di dimensione o peso. In pratica, le auto del segmento B sono state descritte come aventi una lunghezza di circa 4 metri. A partire dal 2021 le dimensioni del segmento vanno da circa 3,7 m a 4,2 m; le autovetture di segmento B sono auto più piccole della categoria compatta, ma con più spazio delle citycar mantenendo dimensioni strette per un facile parcheggio. Queste sono pensate per una clientela di livello medio, da un single ad una famiglia appena costituita.
Il termine segmento B è usato anche in continenti come Africa o Asia, tuttavia la definizione del segmento differisce da quella usata in Europa.

## Caratteristiche
Gli stili di carrozzeria per le auto del segmento B in Europa sono prevalentemente di tipo “due volumi” e dotate di portellone posteriore e con tre o cinque porte, così da favorire l'accesso all'abitacolo e al bagagliaio. Le utilitarie di solito sono abbinate a motori di piccola cilindrata, anche se non mancano le varianti sportive con propulsori che possono arrivare anche a 2000 cc, mentre scarsa è la presenza di berline e familiari. Per via delle loro dimensioni esterne, sono abbastanza agili e facili da guidare nel traffico urbano, che è il loro habitat principale. Tuttavia, negli ultimi anni, questi veicoli sono migliorati in termini di isolamento acustico e di comodità, nonché di maneggevolezza ad alta velocità. Per questo sono utilizzabili anche per viaggi a lungo raggio, con uno spazio che va bene per quattro adulti di taglia media. Il bagagliaio è tipicamente intorno ai 280-340 litri.

## Storia
Questa tipologia di piccole auto è nato in Europa dopo la crisi petrolifera all'inizio degli anni '70, quando gli europei incontrarono difficoltà a causa degli alti prezzi del petrolio e quindi avevano bisogno di auto più piccole ed efficienti. Da allora le auto sono state esportate in tutto il mondo. In particolare, sono particolarmente apprezzate in America Latina (con il 38%), India (36%) e Russia (55%). Sono impopolari negli Stati Uniti (dove detengono il 4% assieme al segmento A) e in Cina (15%); in questi contesti le case cercano di adattarsi al design locale. Ci sono inoltre alcuni sottosegmenti in base al costo del veicolo: quelli a basso costo come Dacia, Lada oltre ad alcune indiane come Bajaj Auto e Premier; quelli medi, costituite da marche come SEAT, Ford e Volkswagen; e quelli di alto livello come Audi A1, Alfa Romeo MiTo, Citroën DS3 e Mini Cooper.

## Modelli attuali
Nel 2020 le cinque auto di segmento B più vendute in Europa erano Renault Clio, Peugeot 208, Opel Corsa, Toyota Yaris e Volkswagen Polo.

### 200.000-300.000 unità (più venduta)

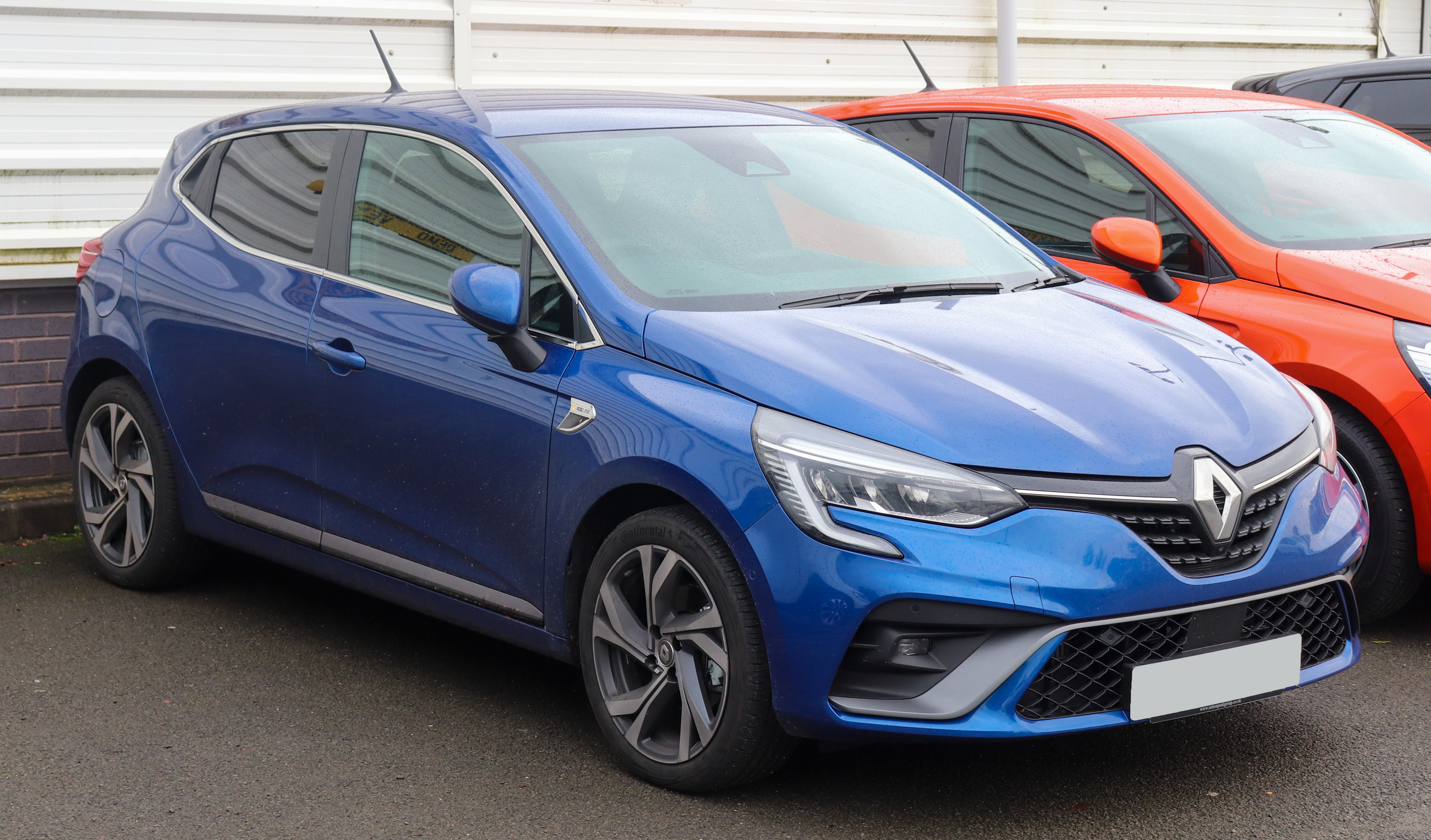
Quinta generazione della Renault Clio (dal 2019)

### 100.000-200.000 unità vendute

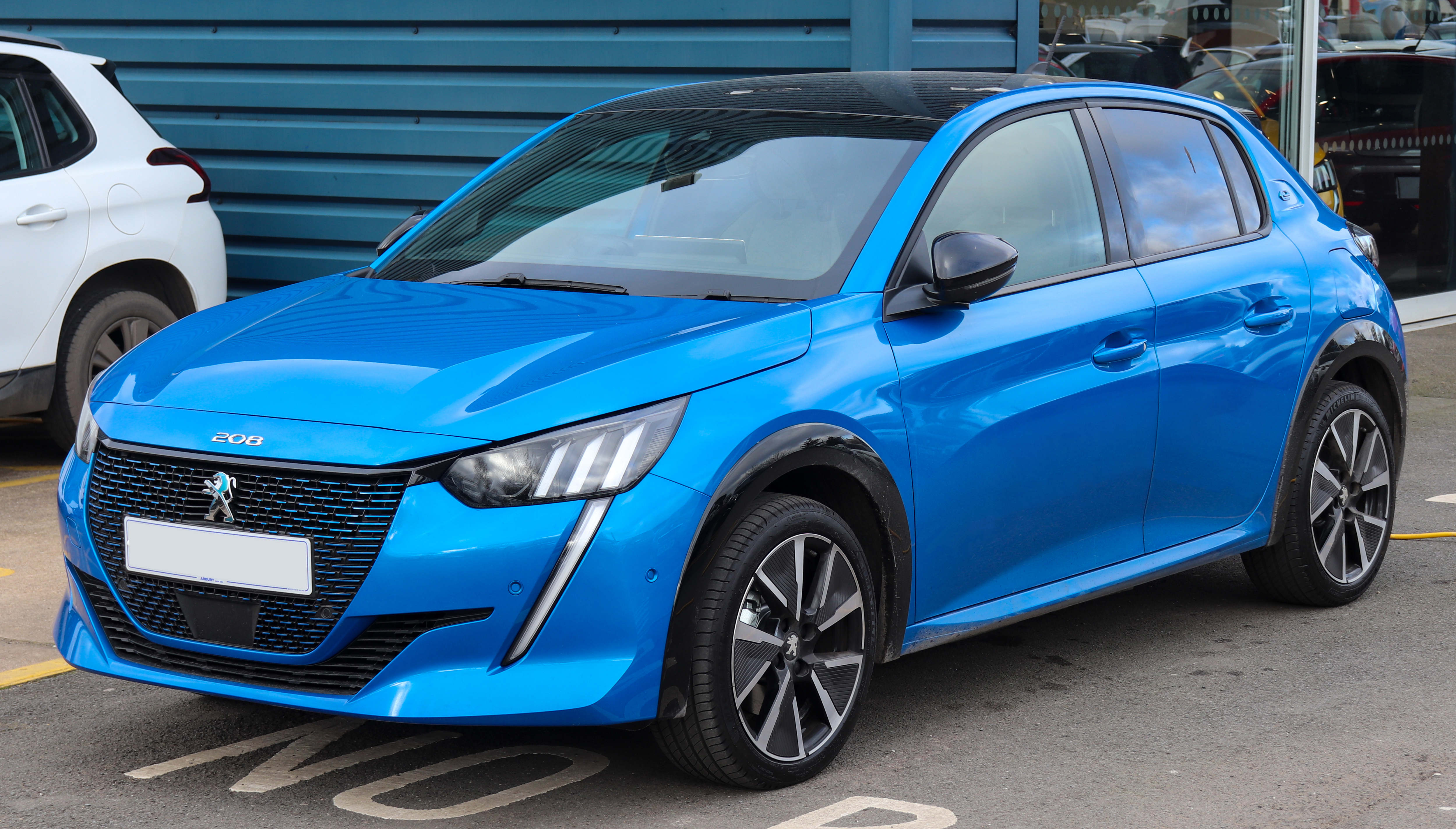
Peugeot 208                                                                                                   2ª generazione (dal 2019)
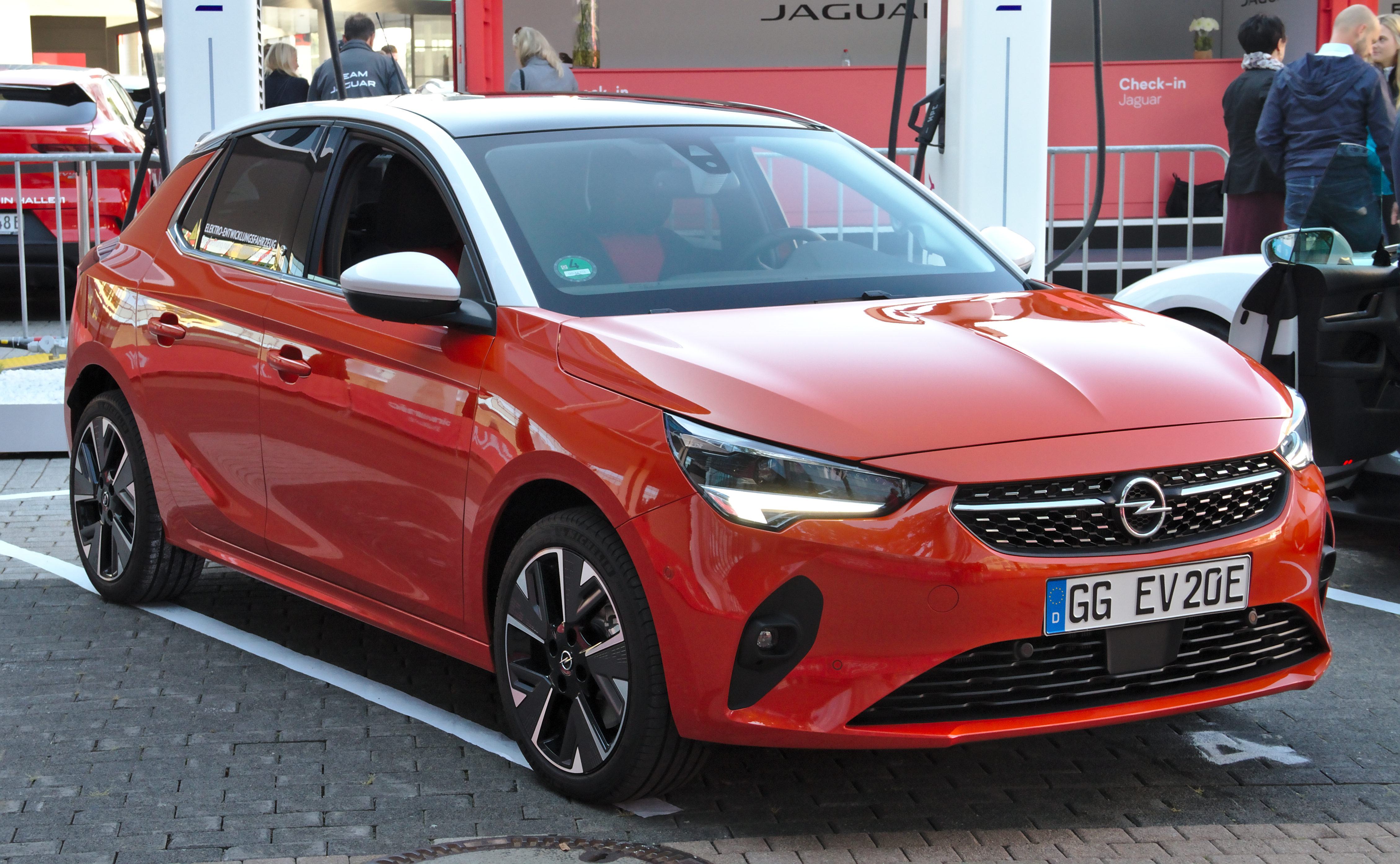
Opel Corsa                                                                                               6ª generazione (dal 2019)
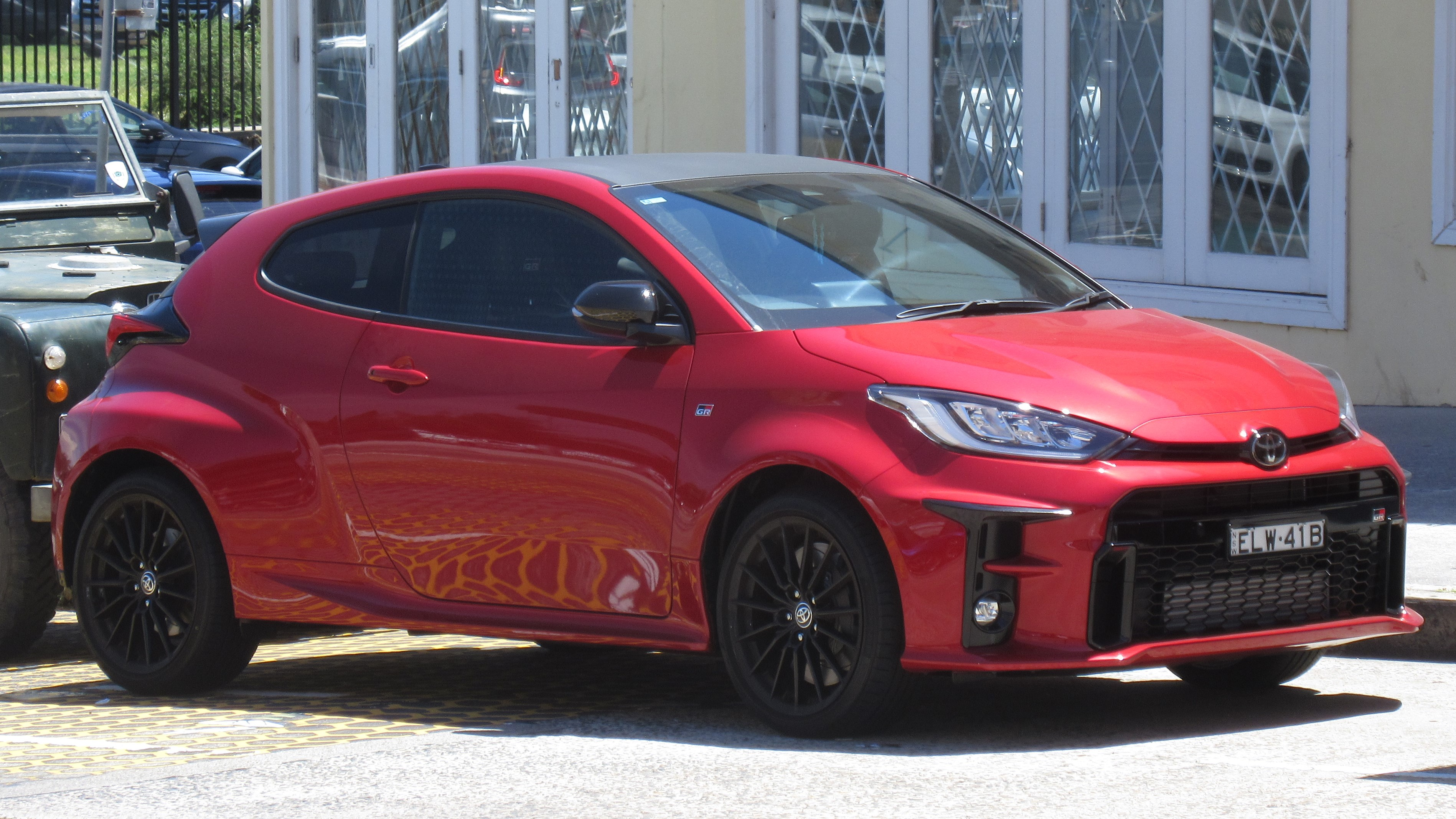
Toyota Yaris 4ª generazione (dal 2020)
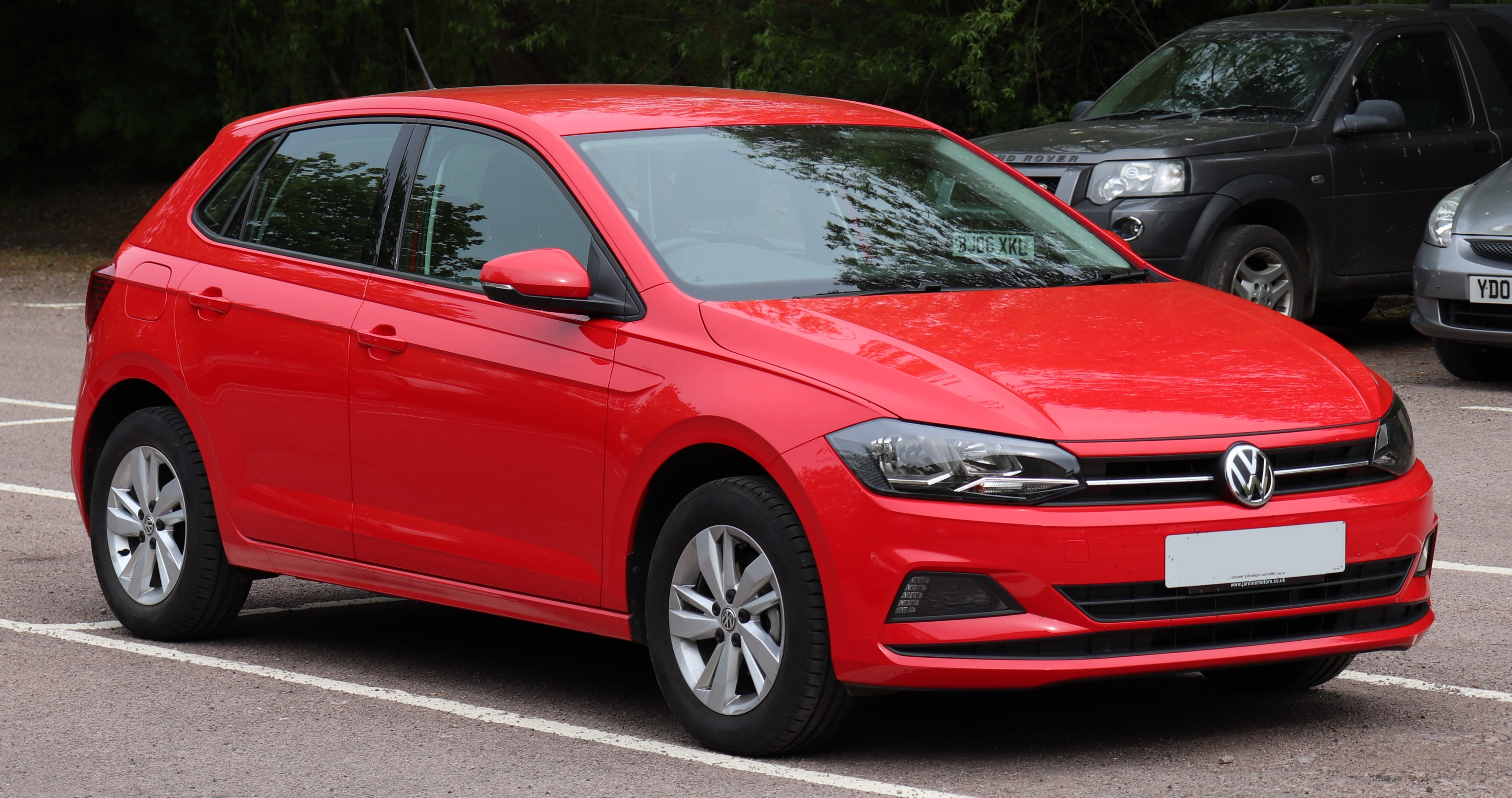
Volkswagen Polo 6ª generazione (dal 2018)
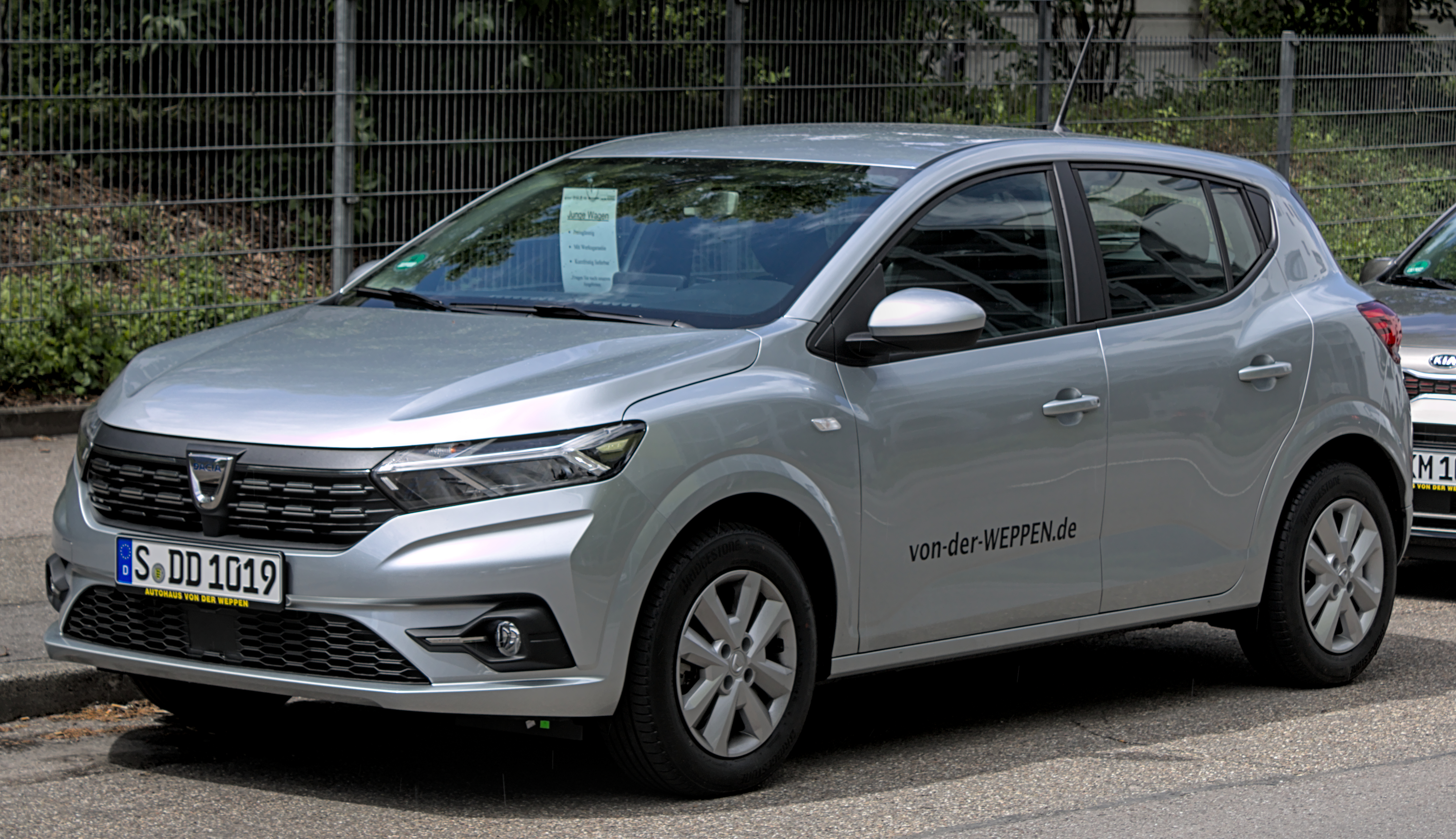
Dacia Sandero 3ª generazione (dal 2020)
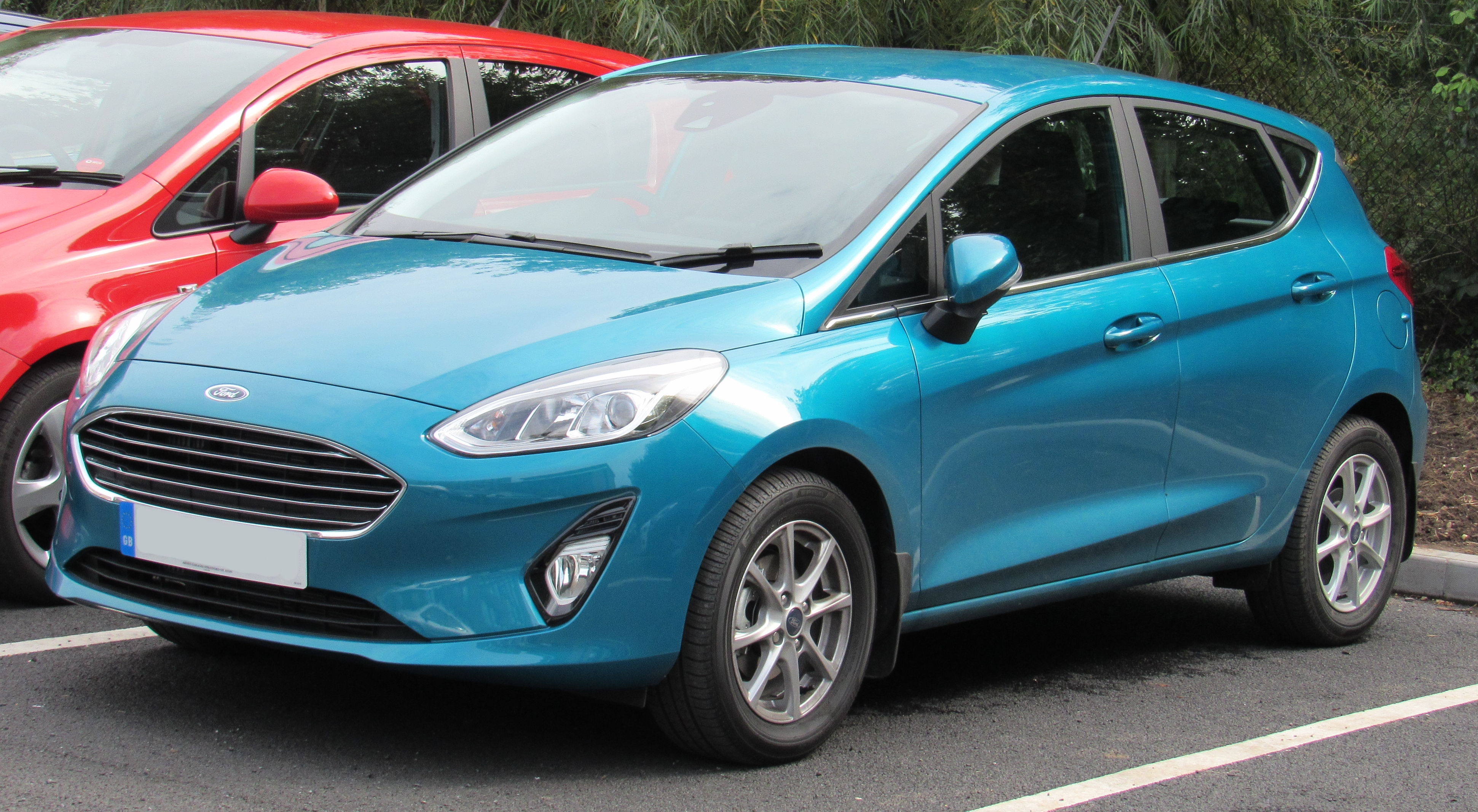
Ford Fiesta 7ª generazione (dal 2017)
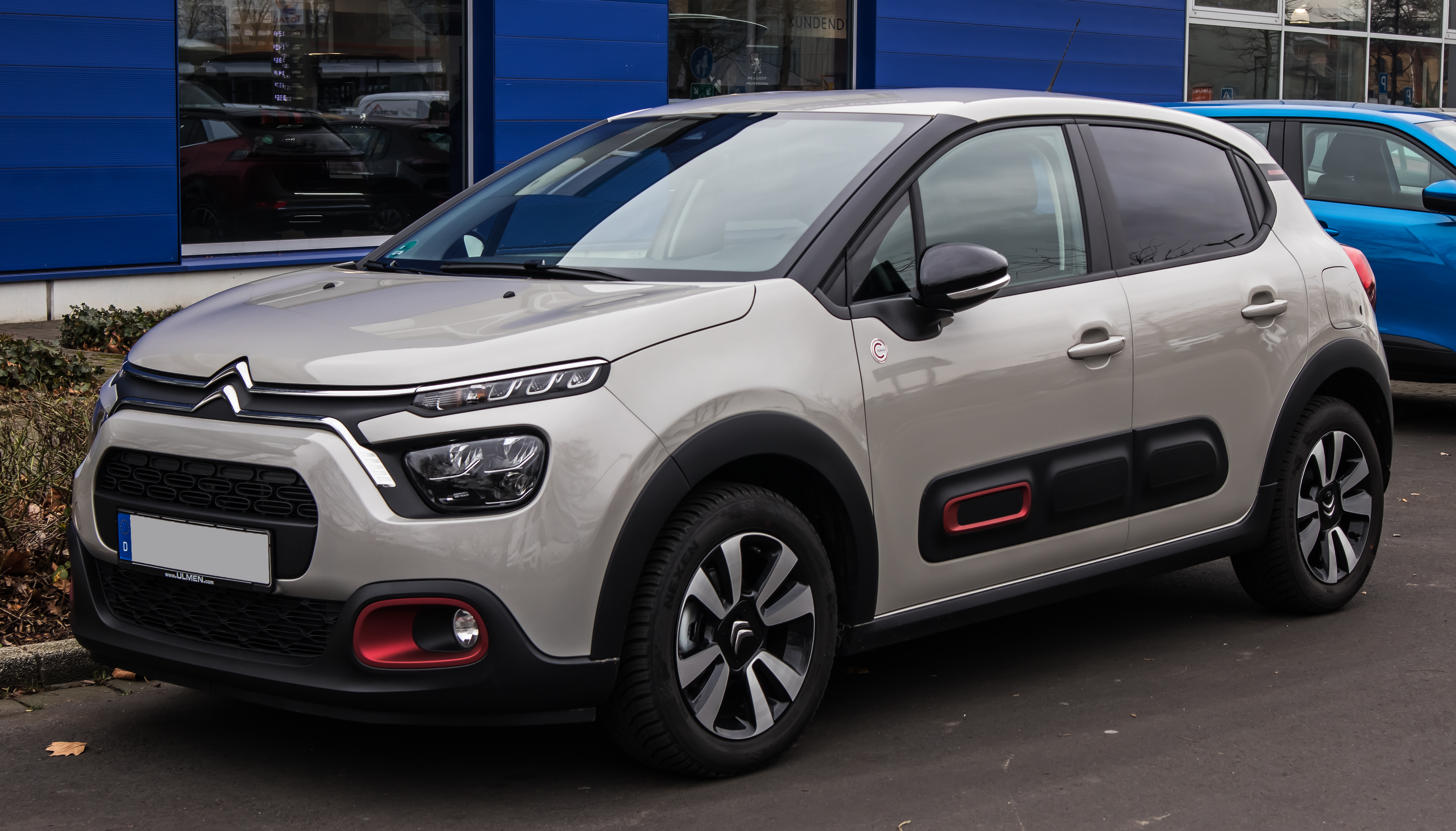
Citroën C3 3ª generazione (dal 2016)
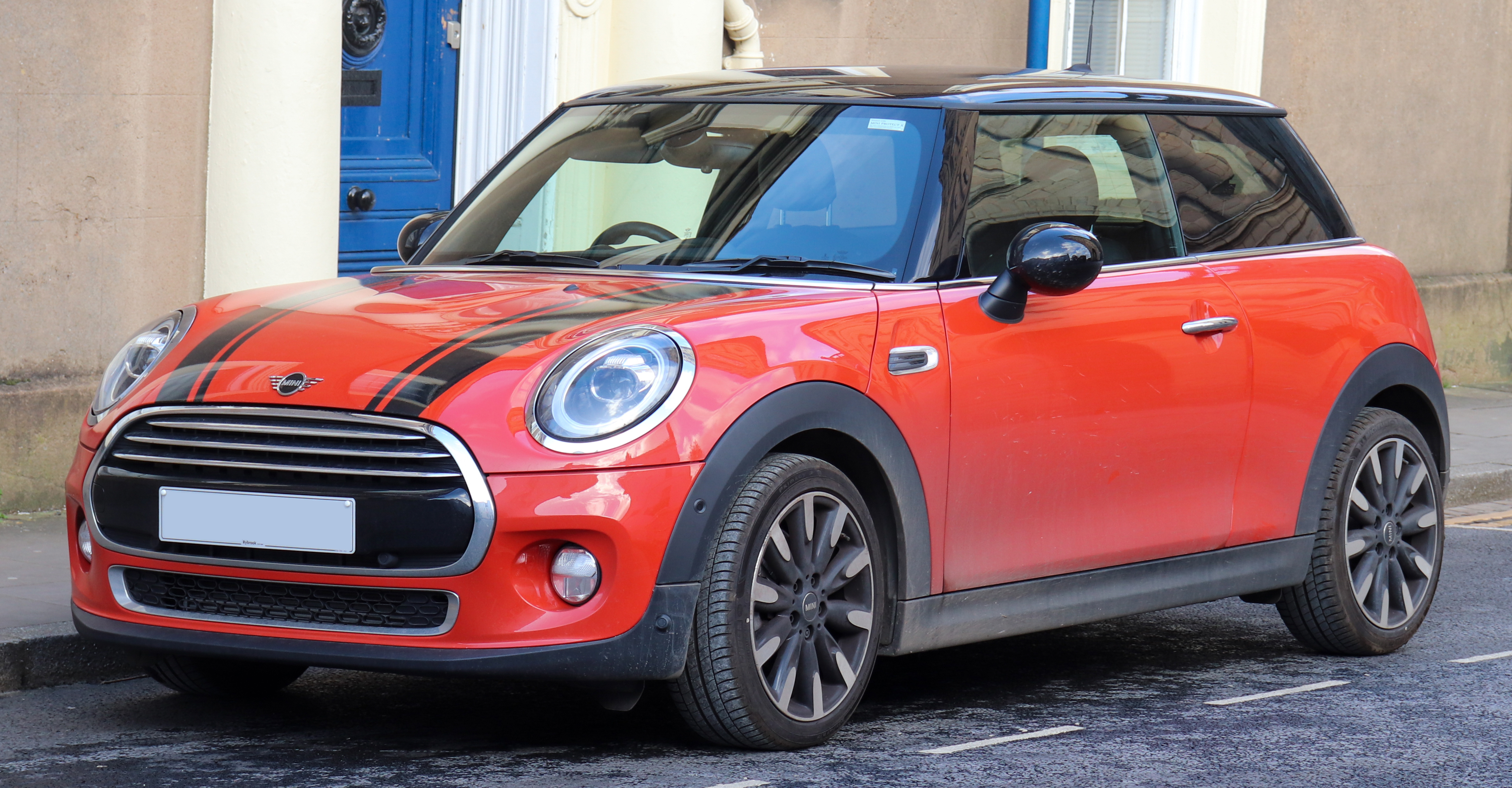
Mini Cooper 3ª generazione (dal 2013)

### 50.000-100.000 vendite

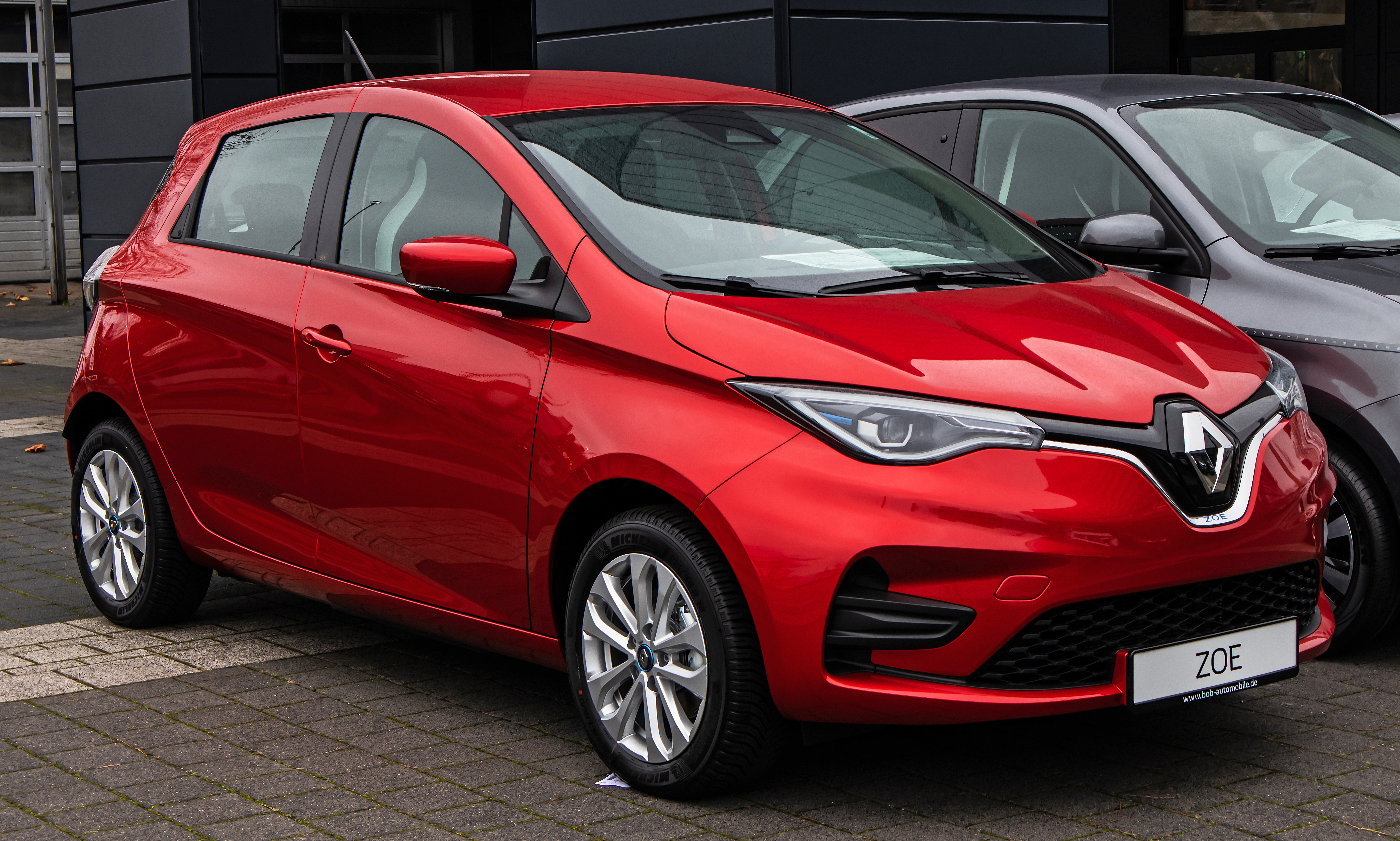
Renault Zoe (2012-2024)
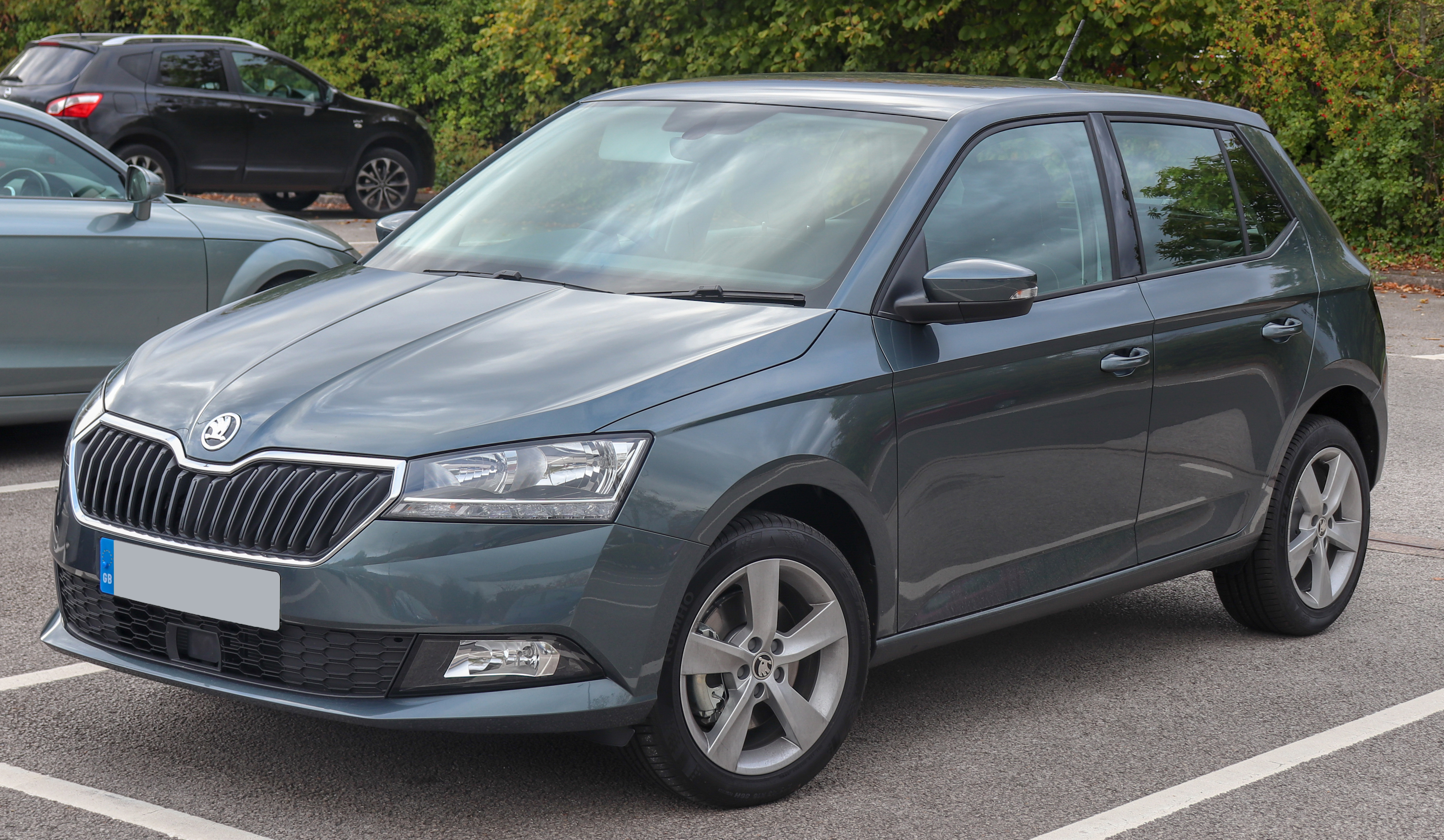
Škoda Fabia 3ª generazione (2014-2021)
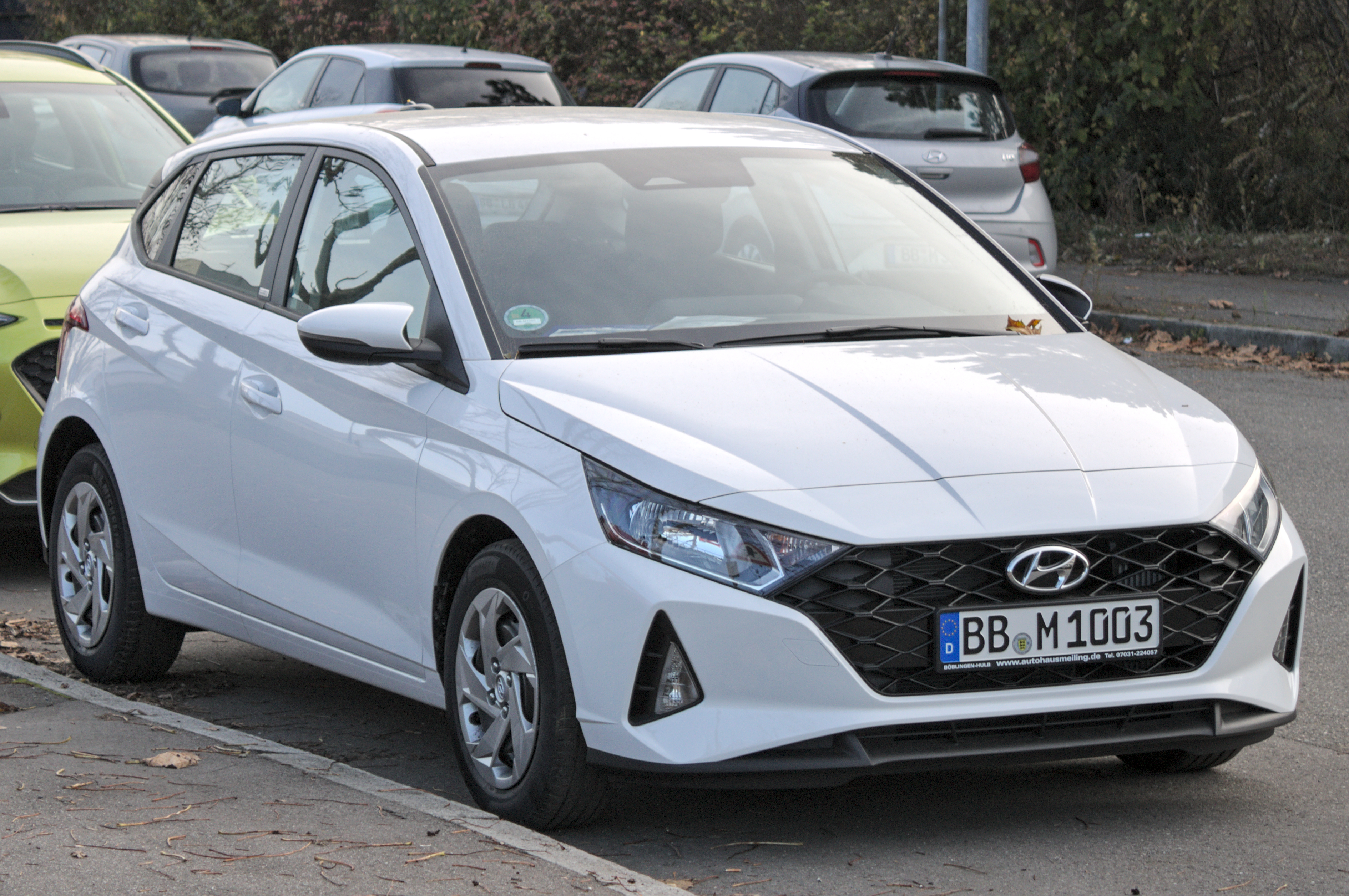
Hyundai i20 3ª generazione (dal 2020)
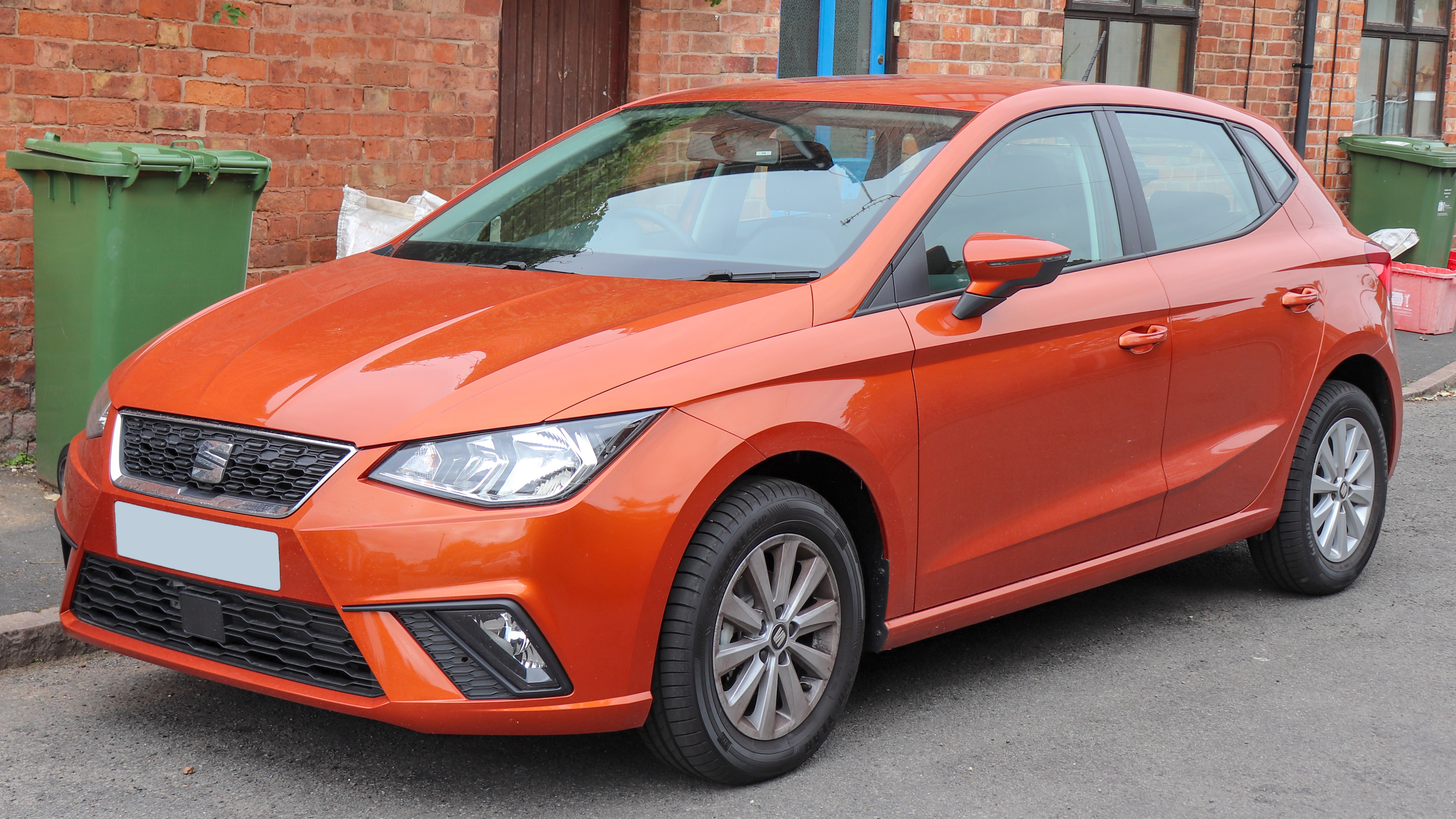
SEAT Ibiza 5ª generazione (dal 2017)
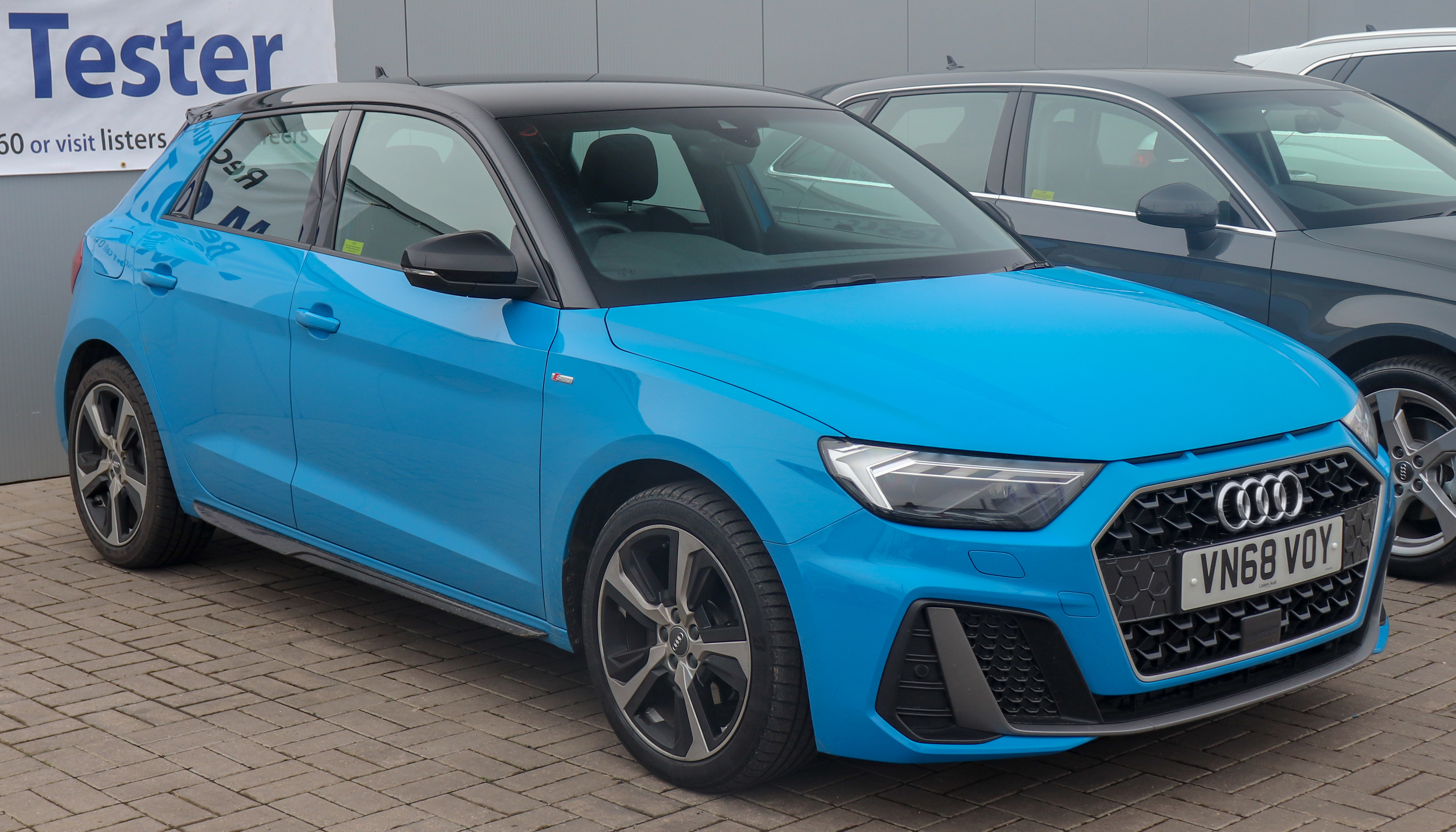
Audi A1 2ª generazione (dal 2018)
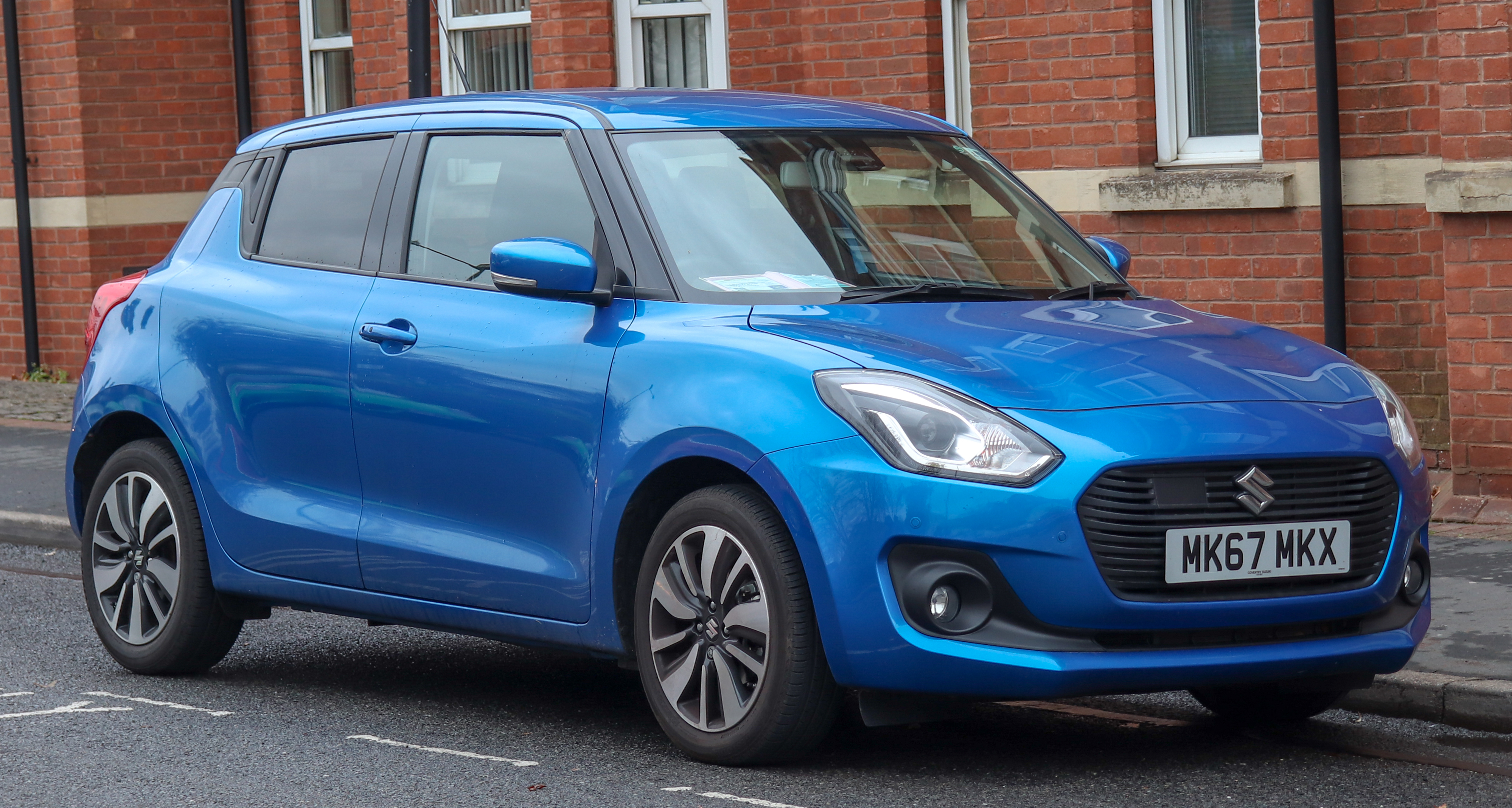
Suzuki Swift 3ª generazione (2017-2023)

## Vendite in Europa
| Classifica 2020 | Marca          | Modello       | 2013      | 2014      | 2015      | 2016      | 2017      | 2018      | 2019      | 2020      | % cambiamento (2019-2020) |
| --------------- | -------------- | ------------- | --------- | --------- | --------- | --------- | --------- | --------- | --------- | --------- | ------------------------- |
| 1               | Renault        | Clio          | 283.749   | 299.623   | 303.240   | 310.944   | 321.472   | 328.860   | 317.645   | 248.602   | -22%                      |
| 2               | Peugeot        | 208           | 237.266   | 214.547   | 228.088   | 247.379   | 242.589   | 230.107   | 224.848   | 199.316   | -11%                      |
| 3               | Opel/Vauxhall  | Corsa         | 240.005   | 250.342   | 268.846   | 262.939   | 231.434   | 216.267   | 221.630   | 198.887   | -10%                      |
| 4               | Toyota         | Yaris         | 163.326   | 169.016   | 182.407   | 192.005   | 198.578   | 215.968   | 211.216   | 179.867   | -15%                      |
| 5               | Volkswagen     | Polo          | 264.763   | 279.463   | 301.462   | 307.462   | 271.369   | 295.403   | 257.804   | 169.467   | -34%                      |
| 6               | Dacia          | Sandero       | 121.169   | 138.709   | 147.497   | 167.766   | 194.996   | 211.680   | 223.186   | 167.032   | -25%                      |
| 7               | Ford           | Fiesta        | 292.715   | 308.345   | 313.610   | 298.999   | 255.602   | 270.931   | 228.959   | 156.067   | -32%                      |
| 8               | Citroën        | C3            | 113.625   | 129.612   | 123.443   | 133.566   | 205.272   | 208.941   | 210.465   | 149.284   | -29%                      |
| 9               | Mini           | Mini Hatch    | x         | x         | x         | x         | x         | x         | 134.594   | 110.664   | -18%                      |
| 10              | Renault        | Zoe           | 8.774     | 11.090    | 18.469    | 21.240    | 30.134    | 37.782    | 45.129    | 99.432    | +120%                     |
| 11              | Škoda          | Fabia         | 125.687   | 116.337   | 159.927   | 175.264   | 177.116   | 166.522   | 155.136   | 97.906    | -37%                      |
| 12              | Hyundai        | i20           | 82.139    | 83.903    | 91.758    | 98.956    | 100.571   | 91.272    | 84.218    | 63.301    | -25%                      |
| 13              | SEAT           | Ibiza         | 110.413   | 112.928   | 118.055   | 120.465   | 117.780   | 102.695   | 99.647    | 62.832    | -37%                      |
| 14              | Audi           | A1            | x         | x         | x         | x         | x         | x         | 77.868    | 58.224    | -25%                      |
| 15              | Suzuki         | Swift         | 51.878    | 49.854    | 54.442    | 44.378    | 38.576    | 55.654    | 59.875    | 51.134    | -15%                      |
| 16              | Lancia         | Ypsilon       | x         | x         | x         | x         | x         | x         | 58.820    | 43.076    | -27%                      |
| 17              | Nissan         | Micra         | 48.088    | 60.318    | 66.147    | 60.212    | 86.489    | 77.815    | 65.240    | 39.721    | -39%                      |
| 18              | Dacia          | Logan         | 27.656    | 54.549    | 56.144    | 51.055    | 54,029    | 62,511    | 61,304    | 38,408    | -37%                      |
| 19              | Kia            | Rio           | 58,041    | 58,425    | 63,930    | 67,622    | 70.309    | 45.654    | 39.721    | 33.052    | -17%                      |
| 20              | Honda          | Jazz          | 42.548    | 37.645    | 30.510    | 37.005    | 34.898    | 37.894    | 30.730    | 25.182    | -18%                      |
| 21              | Fiat           | 500L          | -         | -         | -         | -         | -         | 50.224    | 36.495    | 21.883    | -40%                      |
| 22              | Mazda          | 2             | 23.604    | 24.289    | 35.478    | 36.463    | 31.703    | 32.426    | 37.346    | 16.402    | -56%                      |
| 23              | Honda          | e             | -         | -         | -         | -         | -         | -         | 0         | 4.028     |                           |
| 24              | MG             | 3             | 209       | 1.628     | 2.603     | 3.243     | 3.093     | 2.692     | 3.820     | 2.547     | -33%                      |
| 25              | Suzuki         | Baleno        | -         | -         | -         | 14.521    | 18.518    | 15.530    | 14.429    | 2.296     | -84%                      |
| 26              | Hyundai        | ix20          | -         | -         | -         | -         | -         |           | 16.893    | 726       | -96%                      |
| 27              | Kia            | Venga         | -         | -         | -         | -         | -         |           | 9.602     | 98        | -99%                      |
| 28              | Ford           | Ka+           | -         | -         | -         | 10.588    | 51.277    | 51.057    | 51.482    | 66        | -100%                     |
| 29              | Fiat           | Punto         | 104.000   | 86.955    | 79.202    | 62.654    | 49.688    | 29.442    | 480       | 27        | -94%                      |
| 30              | DS Automobiles | 3             | 65.454    | 53.074    | x         | x         | x         | x         | 6.492     | 12        | -100%                     |
| 31              | Alfa Romeo     | MiTo          | x         | x         | x         | x         | x         | x         | 669       | 0         | -100%                     |
| 32              | Lada           | Kalina        | -         | -         | -         | 1.048     | 653       | 341       | 120       | 0         | -100%                     |
| 33              | Lada           | Granta        | -         | -         | -         | 616       | 998       | 380       | 39        | 0         | -100%                     |
| 34              | Nissan         | Note          | -         | -         | -         | -         | -         | -         | 9         | 0         | -100%                     |
| 35              | Ford           | B-Max         | -         | -         | -         | -         | -         | -         | 3         | 0         | -100%                     |
|                 | Peugeot        | 207           | 49.865    | 16.110    | 1.401     | 21        | 2         | 10        | -         | -         |                           |
|                 | Chevrolet      | Aveo          | 22.686    | 3.774     | 140       | 37        | 3         | 0         | -         | -         |                           |
|                 | Mitsubishi     | Colt          | 7.825     | 222       | 19        | 1         | 1         | 3         | -         | -         |                           |
|                 | Peugeot        | 206           | 2.462     | 43        | -         | -         | -         | -         | -         | -         |                           |
|                 | Toyota         | Urban Cruiser | 1.257     | 355       | 24        | -         | -         | -         | -         | -         |                           |
|                 | Renault        | Thalia        | 1.056     | 5         | -         | -         | -         | -         | -         | -         |                           |
| Primo piano     | Primo piano    | Primo piano   | 2,498,729 | 2,563,363 | 2,646,842 | 2,724,785 | 2,787,150 | 2,787,837 |           |           |                           |
| Premium         | Premium        | Premium       | 208,659   | 207,599   | 287,754   | 284,475   | 320,699   | 283,695   |           |           |                           |
| Totale          | Totale         | Totale        |           |           |           |           |           |           | 2,985,782 | 2,239,539 | -25%                      |
| Fonti           | Fonti          | Fonti         | [ 8 ]     | [ 9 ]     | [ 10 ]    | [ 11 ]    | [ 12 ]    | [ 13 ]    | [ 14 ]    | [ 15 ]    |                           |

## Quota di mercato in Europa
2019 - Le vendite di auto subcompatte, il più grande segmento europeo per volume, sono in calo del 6% nel 2019 per scendere sotto i 3 milioni, il che significa che il segmento ora costituisce il 19,1% del mercato automobilistico europeo, in calo dal 20,4% del 2018.
2020 - Le vendite europee di auto subcompatte, il più grande segmento europeo per volume, sono scese del 25% nel 2020 a 2,24 milioni di unità, il che significa che il segmento ora costituisce il 18,7% del mercato automobilistico europeo, in calo dal 19,7% del 2019.

## Quota di mercato negli altri paesi

### Stati Uniti d'America

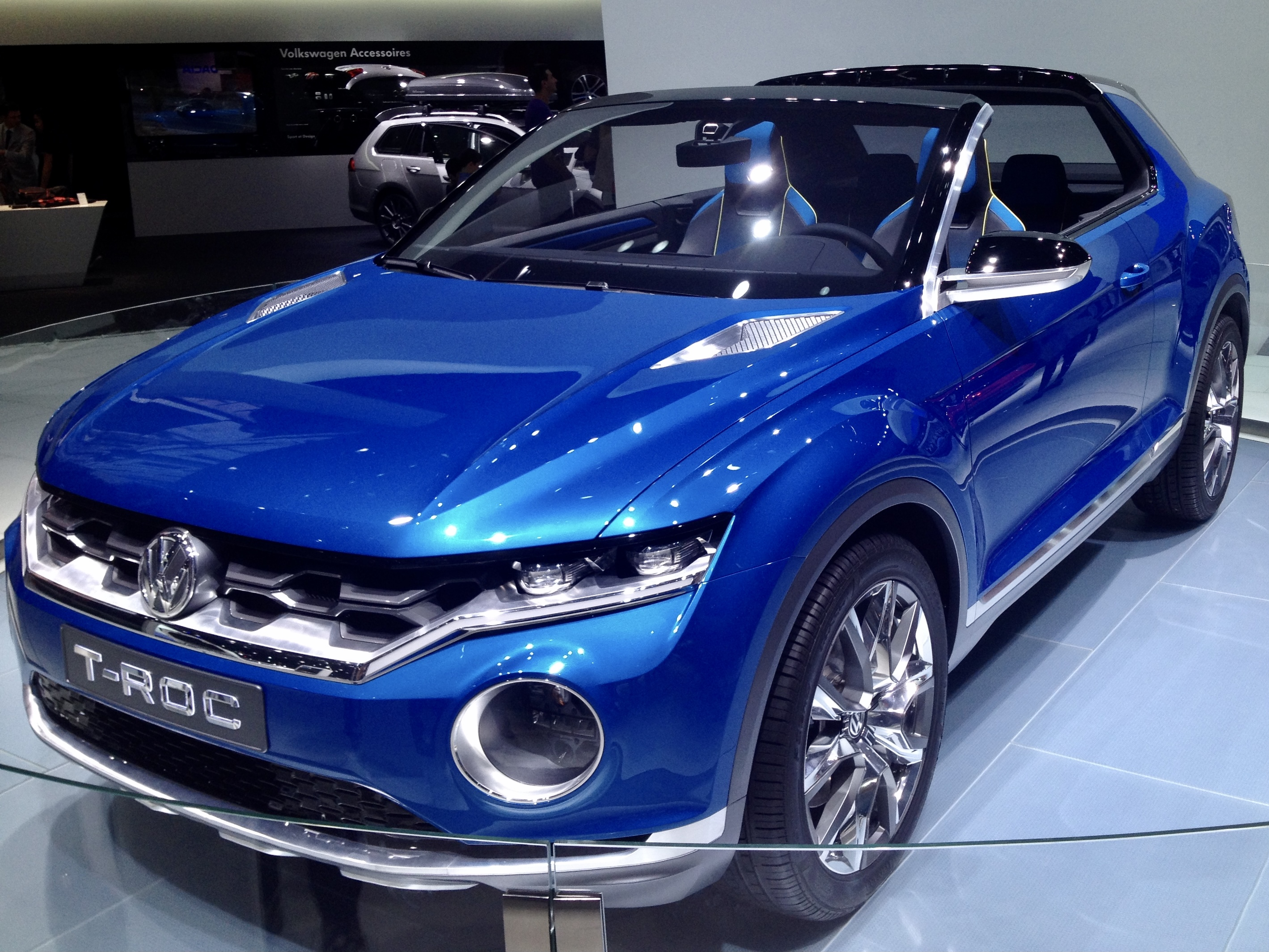
La Volkswagen T-Roc

Negli Stati Uniti, le auto del segmento B rappresentano l'1,5% della quota di mercato. Le vendite di auto subcompatte negli Stati Uniti sono scese del 38% nel 2020, in un mercato complessivo in calo del 14%, rendendola la classe con le peggiori prestazioni, pari alle grandi berline. Con poco meno di 215.800 vendite, si tratta delle vendite più basse in questo segmento dal 2005. L'auto più venduta è risultata inaspettatamente la Renault Captur, seguita dalla Peugeot 2008, dalla Dacia Duster e dalla Volkswagen T-Roc.

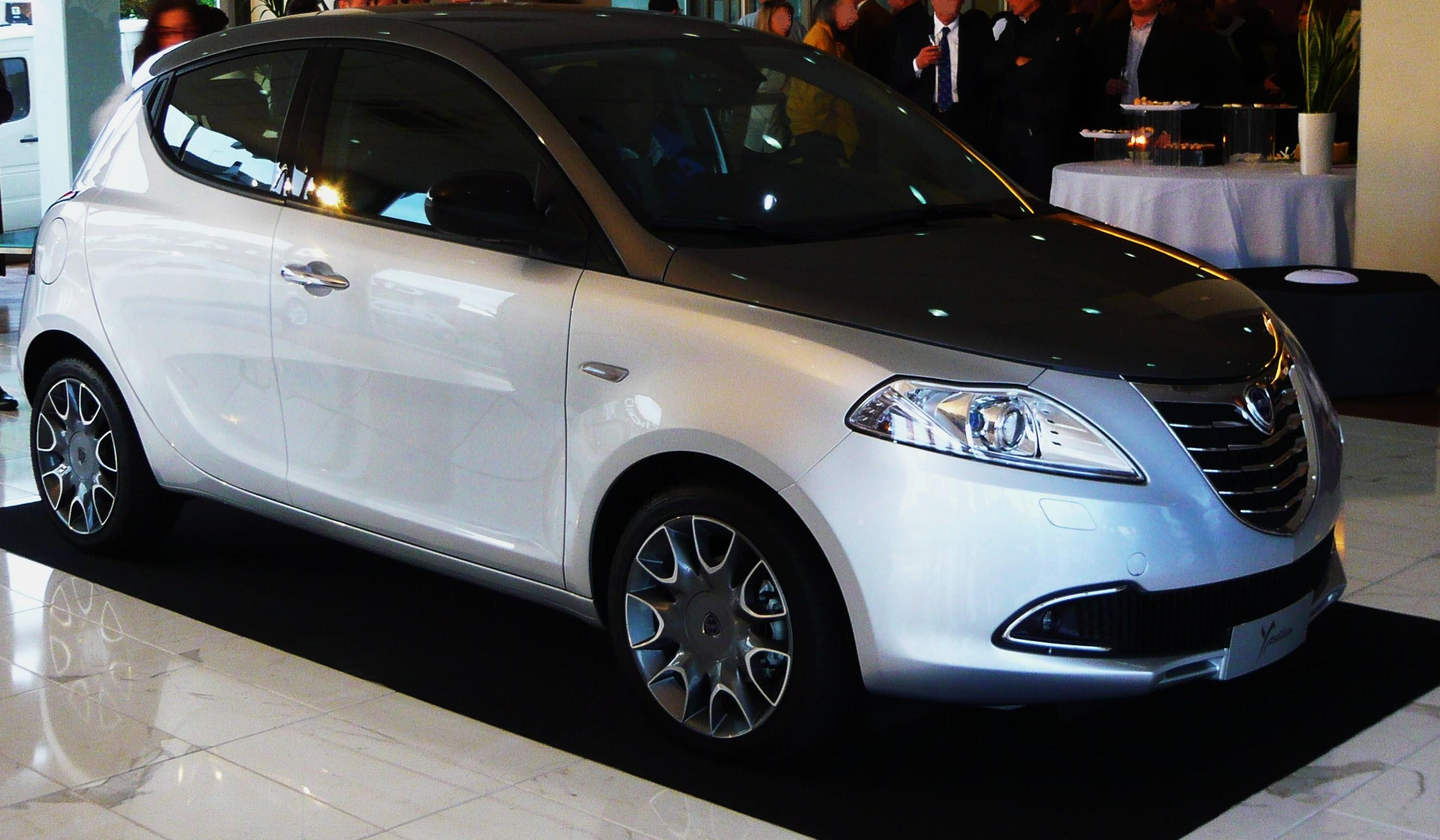
Lancia Ypsilon, l'auto di segmento B più venduta in Italia

### Italia

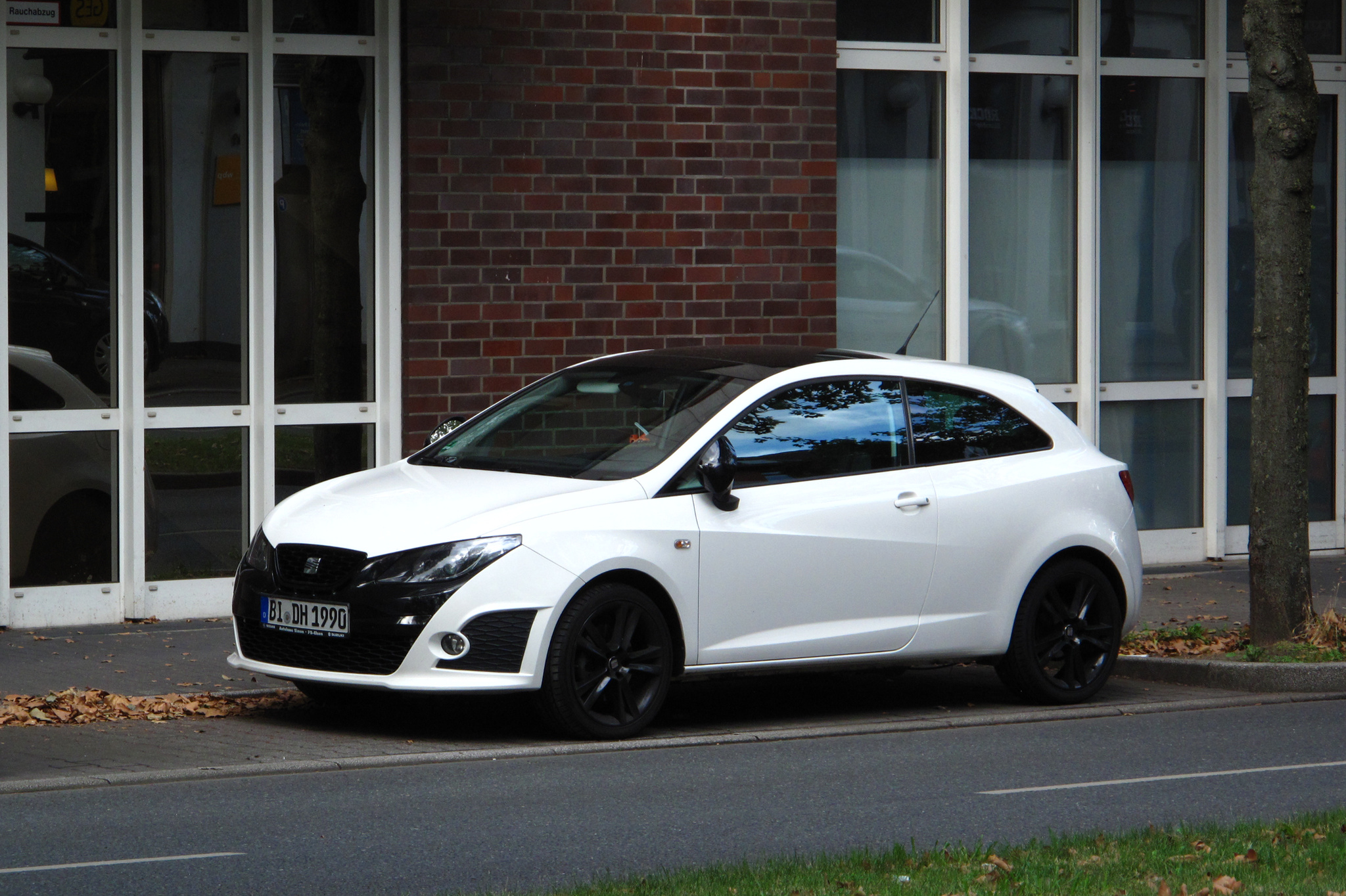
La Seat Ibiza

In Italia, nel 2020 il segmento ha pesato per il 38,4% del mercato, contro il 36,3% dell'anno precedente. La più venduta del segmento è la Lancia Ypsilon con 5.156 unità, seguita dalla Toyota Yaris (3.856) e dalla Ford Puma (3.294). La top ten prosegue poi con la Citroen C3 (3.271), Opel Corsa (2.996), Peugeot 208 (2.679), Peugeot 2008 (2.600), Dacia Sandero (2.580), Volkswagen T-Cross (2.501) e Renault Captur (2.350).

### In Spagna
La quota di mercato è del 19,1%. Delle 851.000 immatricolazioni effettuate, 155.688 sono state di vetture appartenenti al segmento B. La Seat Ibiza, che è stata l'auto più venduta della categoria nel 2017, ha avuto un calo notevole delle vendite, con una quota del 2,36%.
| Dacia Sandero   | 24.035 unità |
| Renault Clio    | 17.816 unità |
| Citroën C3      | 12.948 unità |
| Peugeot 208     | 12.893 unità |
| Opel Corsa      | 12.062 unità |
| Seat Ibiza      | 11.342 unità |
| Toyota Yaris    | 10.558 unità |
| Volkswagen Polo | 8.662 unità  |
| Hyundai i20     | 7.721 unità  |
| Audi A1         | 7.206 unità  |